# Derancistrus elegans
Derancistrus elegans là một loài bọ cánh cứng trong họ Cerambycidae.